# Brazil Maru
„Brazil Maru” – japoński statek towarowy oddany do służby w 1919 roku, jeden z „piekielnych statków” z okresu II wojny światowej.
W latach 1919–1941 pływał pod flagą linii żeglugowych Kokusai Kisen Kabushiki Kaisha oraz Ono Shoji Gomei Kaisha. W 1941 roku, na krótko przed wybuchem wojny na Pacyfiku, został zarekwirowany przez Cesarską Armię Japońską. W czasie działań wojennych przewoził żołnierzy i materiały wojenne, uczestnicząc w kilku operacjach inwazyjnych oraz bitwach konwojowych. W styczniu 1945 roku przewiózł z Filipin do Japonii ponad 900 amerykańskich jeńców wojennych, spośród których blisko połowa zmarła w trakcie rejsu. Zatonął w maju 1945 roku po wejściu na minę na Morzu Wewnętrznym.

## Dane techniczne
„Brazil  Maru” był statkiem towarowym o długości 117,3 metrów, szerokości 15,5 metrów i zanurzeniu 11 metrów. Jego pojemność wynosiła 5860 BRT.
Napęd zapewniała maszyna parowa potrójnego rozprężania o mocy 437 NHP.

## Historia

### Służba w latach 1919–1944
Budowę statku rozpoczęto 10 kwietnia 1919 roku w stoczni Kawasaki Dockyard Company w Kobe. Wodowanie miało miejsce 31 maja tegoż roku; wtedy też jednostce nadano nazwę „Brazil Maru”. Do służby weszła 20 czerwca 1919 roku .
W latach 1919–1933 statek pływał pod flagą linii żeglugowych Kokusai Kisen Kabushiki Kaisha. W marcu 1933 roku został sprzedany liniom Ono Shoji Gomei Kaisha .
W październiku 1941 roku został zarekwirowany przez Cesarską Armię Japońską i przystosowany do przewozu wojska. 21 grudnia 1941 roku, podczas bitwy o Filipiny, wziął udział w desancie w Zatoce Lingayen na Luzonie. Pod koniec lutego 1942 roku uczestniczył z kolei w japońskiej inwazji na Jawę . 
W latach 1942–1944 pływał w konwojach, przewożąc żołnierzy i materiały wojenne do Birmy, Singapuru, Rabaulu, a także na Nową Gwineę, Palau i Formozę. Niektóre z tych konwojów były atakowane przez amerykańskie okręty podwodne i lotnictwo, jednakże „Brazil Maru” każdorazowo wychodził z tych ataków bez szwanku .
Był jednym ze statków, które w kwietniu 1944 roku wypłynęły z Szanghaju w konwoju „Take-Ichi”, przewożąc elementy dwóch japońskich dywizji, mających wzmocnić japońskie garnizony w Nowej Gwinei. Konwój został po drodze zdziesiątkowany przez amerykańskie okręty podwodne i zmuszony do rezygnacji z prób dotarcia do miejsca przeznaczenia. „Brazil Maru” nie odniósł uszkodzeń podczas bitwy konwojowej i zdołał bezpiecznie dopłynąć do Halmahery w archipelagu Moluków .

### „Piekielny statek”

#### Przebieg rejsu
27 grudnia 1944 roku w San Fernando nad Zatoką Lingayen na „Brazil Maru” zaokrętowano 236 amerykańskich jeńców wojennych. Kolejnych 1070 zaokrętowano na zacumowany obok statek „Enoura Maru”. Kontyngent liczył pierwotnie 1619 osób, jednakże około trzystu jeńców zginęło, gdy statek „Ōryoku Maru”, który miał ich ewakuować z Manili, został 15 grudnia zatopiony w Zatoce Subic przez amerykańskie lotnictwo.
Jeszcze tego samego dnia oba statki wyruszyły w rejs, obierając kurs na Formozę. Wraz z nimi płynęło jeszcze siedem innych japońskich jednostek. 30 grudnia w Cieśninie Bashi konwój został zaatakowany przez amerykański okręt podwodny USS „Razorback”. Żaden ze statków, które przewoziły jeńców, nie został uszkodzony, jednakże amerykańska jednostka zdołała zatopić niszczyciel „Kuretake”. Następnego dnia konwój dopłynął do portu Takao. W tej fazie rejsu na „Brazil Maru” zmarło pięciu jeńców.
Podczas postoju w Takao jeńcy nadal umierali w ładowniach „Brazil Maru”; 4 stycznia odnotowano sześć zgonów. W międzyczasie Japończycy postanowili przenieść wszystkich jeńców na większy „Enoura Maru”. Nastąpiło to 6 stycznia. Trzy dni później nastąpił jednak nalot amerykańskiego lotnictwa, w którego trakcie „Enoura Maru” został ciężko uszkodzony, a około 200–300 jeńców poniosło śmierć. Ocalałych przeniesiono 13 stycznia na „Brazil Maru”. Liczbę Amerykanów, którzy znaleźli się na statku, szacuje się na 925 lub około tysiąca. W ładowniach panował tak wielki ścisk, że jeńcy z trudem mogli się poruszać.
14 stycznia „Brazil Maru” opuścił port w ramach konwoju TAMO-37, który płynął na Wyspy Japońskie. Obok amerykańskich jeńców przewoził w swych ładowniach 12,1 tys. worków cukru. W nocy poprzedzającej wypłynięcie z Takao zmarło piętnastu jeńców. Wkrótce śmiertelność przybrała zastraszające rozmiary, sięgając 20–30 zgonów dziennie. Jeńcy otrzymywali bowiem tylko niewielkie ilości wody i jeden posiłek dziennie. Gdy statek zaczął zbliżać się do Wysp Japońskich, doskwierający im tropikalny upał, zastąpiły zimowe mrozy. Odnotowywano przypadki zgonów spowodowanych zapaleniem płuc, a nawet zamarznięciem. Ranni i chorzy nie otrzymywali pomocy medycznej. Konwój poruszał się powoli, płynąc wzdłuż wybrzeży Chin i Półwyspu Koreańskiego. Rejs dodatkowo się wydłużył, gdy 17 stycznia „Brazil Maru” był zmuszony wziąć na hol inną uszkodzoną jednostkę. 27 stycznia zmarło około czterdziestu jeńców. Gdy statek zaczął zbliżać się do wybrzeży Japonii, strażnicy zabronili chować zmarłych w morzu, na skutek czego stos zwłok w ładowni sięgnął wkrótce wysokości półtora metra.
29 stycznia „Brazil Maru” wpłynął do portu Moji na wyspie Kiusiu. Jeńcy zeszli na ląd następnego dnia. W trakcie piętnastodniowego rejsu zmarło około 450 Amerykanów. Liczbę tych, którzy zeszli na ląd w Moji, szacuje się w zależności od źródeł na 425, około 450 lub około 500. Z tej liczby od około 140–150 do 235 skrajnie wyczerpanych jeńców zmarło w ciągu następnych sześciu tygodni w obozach jenieckich w rejonie Ōmuta.

#### Epilog
Japończycy nie poinformowali Czerwonego Krzyża o losie jeńców, którzy zmarli i zginęli na „Ōryoku Maru”, „Brazil Maru” i „Enoura Maru”. Listę ofiar udało się skompletować dopiero w listopadzie 1947 roku.
10 marca 1947 roku przed amerykańskim trybunałem wojskowym w Jokohamie rozpoczął się proces dziewięciu japońskich żołnierzy i cywilów, których oskarżono o mordowanie i nieludzkie traktowanie jeńców przewożonych statkami „Ōryoku Maru”, „Brazil Maru” i „Enoura Maru”. Jednym z oskarżonych był Shin Kajiyama – kapitan „Brazil Maru”. Postawione mu zarzuty zostały jednak oddalone jeszcze przed zakończeniem procesu. Wyroki wobec pozostałych oskarżonych zostały ogłoszone 9 maja 1947 roku. Porucznik Junsaburo Toshino – dowódca jenieckiego kontyngentu, oraz kpr. Kazutane Aihara zostali skazani na karę śmierci. Tłumacz Shusuke Wada usłyszał wyrok dożywotniego pozbawienia wolności. Sierżant Suketoshi Tanoue otrzymał wyrok 25 lat więzienia, szer. Jiro Ueda – 20 lat więzienia, sierż. Sho Hattori – 10 lat więzienia. Strażnicy Risaku Kobayashi i Hisao Yoshida zostali uniewinnieni.
„Brazil Maru” jest zaliczany do grona japońskich „piekielnych statków” (ang. Hellships).

### Zatopienie
27 lutego 1945 roku „Brazil Maru” w ramach konwoju TAMO-46 wyruszył z Kirun na Formozie do Moji, przewożąc 370 japońskich żołnierzy oraz 3 tys. ton cukru .
Statek zatonął 12 maja 1945 roku (inne źródła podają datę 25 maja) , po tym gdy wszedł na minę na Morzu Wewnętrznym. Spoczął na dnie w odległości około 1,5 mili morskiej od latarni morskiej Wada pod Kobe .